# Life is Good
Life is Good – jedenasty studyjny album amerykańskiego rapera Nasa wydany 13 lipca 2012 roku w Niemczech oraz Australii nakładem wytwórni Def Jam Recordings. Premiera w Stanach Zjednoczonych miała miejsce 17 lipca 2012 roku. Jest to ostatni album rapera wydany pod szyldem Def Jam Recordings. 
Sesja nagraniowa miała miejsce w kilku różnych studiach znajdujących się w Los Angeles i Nowym Jorku. Za warstwę muzyczną głównie odpowiada No I.D. oraz Salaam Remi, którzy jak sami przyznali starali się odwzorować brzmienie hip-hopu z lat 80..
Wydawnictwo zadebiutowało na 1. miejscu notowań Billboard 200, Top R&B/Hip-Hop Albums oraz Top Rap Albums sprzedając się w pierwszym tygodniu w liczbie 149 tysięcy egzemplarzy. Na dzień 2 września 2012 roku według Nielsen SoundScan album sprzedał się w ilości 281 000 w samych Stanach Zjednoczonych. Album otrzymał pozytywne opinie od krytyków, którzy chwalili dojrzałe teksty rapera, a serwis AllHipHop napisał, że: „Life is Good jest skazany do bycia pretendentem do bycia albumem roku”.
Album został wyróżniony tytułem "Zagraniczna Płyta Roku 2012" w Plebiscycie WuDoo i Hip-hop.pl zdobywając największą łączną liczbę głosów słuchaczy audycji i czytelników portalu.

## Tło
Pierwszy singel zatytułowany „Nasty” ukazał się 9 sierpnia 2011 roku. 24 lutego 2012 roku na swoim oficjalnym Twitterze raper stwierdził, że prace nagraniowe nad albumem zostały zakończone.
Nowy singel „The Don” został udostępniony na iTunes 3 kwietnia 2012 roku, po premierze w audycji Funkmaster Flexa. Utwór został wyprodukowany przez Salaam Remiego, Da Internz oraz zmarłego pod koniec 2011 roku Heaviego D. Piosenka „Another Black Girl Lost” w sposób nielegalny została umieszczona w Internecie 17 kwietnia 2012 roku. Nas niezadowolony z takiego obrotu sprawy nie umieścił jej ostatecznie na finalnej wersji albumu.
1 maja 2012 roku kolejny singel zatytułowany „Daughters” wyprodukowany przez No I.D. ukazał się na iTunes jednak wersja bez masteringu wyciekła do internetu 27 kwietnia. Pierwszy promocyjny singel „Accident Murderers” z gościnnym udziałem Rick Rossa swoją premierę miał 21 czerwca 2012 roku. Podobnie jak „Daughters”, do którego zrealizowany został teledysk, a za produkcję odpowiada No I.D., który umieścił utwór na swoimi oficjalnym SoundClouddzie. Ostatni singel „Loco-Motive” ukazał się kilka dni przed premierą albumu, bo 2 lipca 2012 roku. Gościnnie w utworze wystąpił wieloletni przyjaciel rapera Large Professor, a za produkcję również odpowiedzialny jest No I.D.

## Koncepcja
Zielona sukienka, którą raper trzyma na okładce to ślubna kreacja jego byłej żony Kelis, która jest jej jedyną rzeczą, którą zostawiła w domu po rozwodzie. Nas określił album jako „ważny” dla niego i stwierdził, że ma on bardziej lekką atmosferę niż poprzednie dokonania, co ma pokazać jego odejście od starego życia. Większość beatów na album zostało stworzonych przez No.I.D. oraz Salaam Remiego, którzy brzmieniowo próbowali nawiązać do hip-hopu z przełomu lat 70. i 80. Nas zapytany dlaczego dokonał takiego wyboru odpowiedział:

Obaj pochodzą z generacji wielkich producentów, którzy zaczynali wtedy co ja, a mimo upływu lat wciąż zachowują świeżość i utrzymują się na topie. Usiedliśmy razem i odbyliśmy długą rozmowę o tym, jak postrzegamy dzisiejszy hip hop i kierunki jego rozwoju. Nasze podejścia wciąż się pokrywają i uzupełniają, dlatego też postanowiłem współpracować właśnie z nimi, będąc pewnym, że nie zawiodą i wywiążą się ze swojej roli idealnie.

## Lista utworów
| #                               | Tytuł                                            | Producent                                    | Sample | Czas |
| ------------------------------- | ------------------------------------------------ | -------------------------------------------- | --- | ---- |
| 1                               | „No Introduction”                                | J.U.S.T.I.C.E. League                        | - Kirk Franklin – „Don't Cry” | 4:15 |
| 2                               | „Loco-Motive” (feat. Large Professor)            | No I.D.                                      | | 3:41 |
| 3                               | „A Queens Story”                                 | Salaam Remi                                  | - Fryderyk Chopin – „Etiuda op. 10 nr 12” - Run-D.M.C. – „Peter Piper” - Boogie Down Productions – „The Bridge Is Over”                           | 4:35 |
| 4                               | „Accident Murderers” (feat. Rick Ross)           | No I.D.                                      | - Norman Feels – „They Said It Couldn't Be Done” - MC Shan – „The Bridge”                                                                         | 4:38 |
| 5                               | „Daughters”                                      | No I.D.                                      | - Wayne McGhie & the Sounds of Joy – „Na Na Hey Hey Kiss Him Goodbye” - Cloud One – „Dust to Dust” - Kool and the Gang – „N.T."                   | 3:20 |
| 6                               | „Reach Out” (feat. Mary J. Blige)                | Salaam Remi, Rodney Jerkins, DJ Hot Day, Nas | - Isaac Hayes – „Ike's Mood I” - New Edition – „Once in a Lifetime Groove” - Hot Day - „Hot Day Master Mix” - A Tribe Called Quest – „Footprints” | 3:47 |
| 7                               | „World's an Addiction” (feat. Anthony Hamilton)  | Salaam Remi                                  | - Five Stairsteps and Cubie – „Something's Missing”                                                                                               | 5:01 |
| 8                               | „Summer On Smash” (feat. Miguel, Swizz Beatz)    | Swizz Beatz                                  | | 4:20 |
| 9                               | „You Wouldn't Understand” (feat. Victoria Monet) | Buckwild                                     | - Miles Jaye – „Let's Start Love Over” - Eric B. & Rakim – „Eric B. Is President                                                                  | 4:36 |
| 10                              | „Back When”                                      | No I.D.                                      | - Ronnie Gee – „Raptivity” - The Barrie Moore Combo – „Double Agent Jones” - MC Shan – „The Bridge” - MC Shan – „Live Routine (Broadcast)”        | 3:22 |
| 11                              | „The Don”                                        | Salaam Remi, Heavy D, Da Internz             | - Super Cat – „Dance Inna New York” | 3:02 |
| 12                              | „Stay”                                           | No I.D.                                      | - L.A. Carnival – „Seven Steps to Nowhere” | 3:45 |
| 13                              | „Cherry Wine” (feat. Amy Winehouse)              | Salaam Remi                                  | - Lou Donaldson - „It's Your Thing" | 5:56 |
| 14                              | „Bye Baby”                                       | Salaam Remi, 40                              | - Kelis - "Caught Out There" - Guy – „Goodbye Love”                                                                                               | 3:59 |
| Wersja Deluxe                   |                                                  |                                              | |      |
| 15                              | „Nasty”                                          | Salaam Remi                                  | | 3:04 |
| 16                              | „The Black Bond”                                 | Salaam Remi                                  | - Salaam Remi – „Praguenosis” | 2:23 |
| 17                              | „Roses”                                          | Al Shux, Dan Wilson                          | | 3:32 |
| 18                              | „Where's the Love” (feat. Cocaine 80s)           | No I.D.                                      | - 3rd Bass – „Brooklyn-Queens” | 4:27 |
| Utwory dostępne tylko na iTunes |                                                  |                                              | |      |
| 19                              | „Trust”                                          | Boi-1da, Matthew Burnett, Jordan Evans       | | 4:34 |
| Wersja Japońska                 |                                                  |                                              | |      |
| 20                              | „The Don (Don Dada Remix)”                       | Salaam Remi, Heavy D                         | | 4:09 |

## Wydania
| Rok  | Wytwórnia                                 | Format | Nr katalogowy | Region      | •      |
| ---- | ----------------------------------------- | ------ | ------------- | ----------- | ------ |
| 2012 | Def Jam Recordings                        | CD     | 602537077502  | UK / Europa | [ 13 ] |
| 2012 | Def Jam Recordings                        | CD     | B001705602    | USA         | [ 20 ] |
| 2012 | Def Jam Recordings                        | CD     | B001705602    | Kanada      | [ 21 ] |
| 2012 | The Island Def Jam Music Group            | Winyl  | B0017053-01   | USA         | [ 22 ] |
| 2012 | Def Jam Recordings / The Jones Experience | CD     | B0017053-02   | USA         | [ 23 ] |
| 2012 | Def Jam Recordings                        | CD     | B0017098-02   | USA         | [ 24 ] |
| 2012 | Def Jam Recordings                        | CD     | 602537077472  | Europa      | [ 25 ] |
| 2012 | Universal International                   | CD     | UICD-6196     | Japonia     | [ 26 ] |

## Notowania
| Notowanie         | Pozycja |
| ----------------- | ------- |
| Billboard 200     | 1       |
| USA R&B/Hip-Hop   | 1       |
| USA Rap           | 1       |
| Canadian Albums   | 2       |
| Digital Albums    | 1       |
| Tastemaker Albums | 1       |
| Chart             | 8       |
| UK Download       | 4       |
| UK R&B            | 2       |

## Personel
Opracowana na podstawie źródła.
| - John Adams – Fender rhodes - Richard Adlam – perkusja - Ian Allen – sprawy muzyczne - Angel Onhel Aponte – inżynier dźwięku - Chris Atlas – marketing - Mary J. Blige – wokal - Del Bowers – asystent miksowania - Leesa D. Brunson – A&R - Buckwild – producent - Brandon N. Caddell – asystent inżyniera dźwięku - Matt Champlin – inżynier dźwięku - Da Internz – aranżer, producent - Tim Davies – aranżacje smyczkowe - Vol S. Davis III – sprawy muzyczne - Gleyder „Gee” Disla – inżynier dźwięku, miks - DJ Hot Day – scratch - Chloe Flower – pianino - Kaye Fox – wokal - Chris Galland – asystent miksowania - Chris Gehringer – mastering - Alex Haldi – okładka, projekt - Anthony Hamilton – kompozytor, wokal - Maestro Harrell – klawisze - Heavy D – aranżer, producent - Vincent Henry – klarnet, flet, saksofon altowy, Saksofon tenorowy - Jaycen Joshua – miks - Terese Joseph – A&R - J.U.S.T.I.C.E. League – producent - Rich Keller – miks - Rob Kinelski – inżynier dźwięku, miks - Karen Kwak – miks - Large Professor – wokal - Sam Lewis – asystent inżyniera dźwięku - Fabienne Leys – A&R - Tai Linzie – koordynacja fotografii - Omar Loya – asystent inżyniera dźwięku - Kim Lumpkin – koordynator produkcji | - Deborah Mannis-Gardner – czyszczenie sampli - Scott Marcus – A&R - Manny Marroquin – miks - Miguel – wokal - Victoria Monet – wokal - Greg Morgan – projekt dźwięku - Vernon Mungo – inżynier dźwięku - Nas – główny artysta - No I.D. – producent - Gary Noble – inżynier dźwięku, miks - Keith Parry – asystent, asystent inżyniera dźwięku - James Poyser – klawisze - Kevin Randolph – klawisze - Red Alert – wokal - Salaam Remi – aranżacja, bas, kompozytor, gitara, klawisze, producent, scratch - Hal Ritson – perkusja - Rick Ross – wokal - Matthew Salacuse – fotografia - Michael Seltzer – sprawy muzyczne - Noah Shebib – aranżer, perkusja, klawisze, miks, producent - Hannah Sidibe – wokal - Brian Sumner – inżynier dźwięku - Brian Sutnick – marketing - Swizz Beatz – producent, wokal - Gabe Tesoriero – reklama - Antoinette Trotman – sprawy muzyczne - Meredith Truax – koordynacja fotografii - Anna Ugarte – asystent, asystent inżyniera dźwięku, asystent miksowania - Cara Walker – produkcja opakowania - Matt Weber – asystent - Stuart White – inżynier dźwięku - Amy Winehouse – wokal - Steve Wyreman – gitara, gitara basowa - Tyler Yamashita – asystent inżyniera dźwięku - Andrew Zaeh – fotografia - Gabriel Zardes – A&R, asystent, asystent inżyniera dźwięku |